# Martin Čulen
Martin Čulen (Brodské, 31 maggio 1823 – Čaka, 24 gennaio 1894) è stato un insegnante, patriota e presbitero slovacco.

## Biografia
Nacque a Brodské, figlio di Štefan Čulen e di sua moglie Katarína, nata Hladíková.
Studiò ai ginnasi di Skalica e Presburgo, l'odierna Bratislava; successivamente frequentò il corso filosofico a Trnava e quello teologico al Pazmaneum di Vienna, presso cui fondò la biblioteca slovacca. Durante l'Insurrezione slovacca del 1848 fu emesso contro di lui un mandato di arresto; fuggì allora a Praga, ove fece parte della Lega slava.
Il suo ministero ebbe inizio come cappellano a Majcichov e a Veľké Leváre, ma presto divenne anche insegnante di scuola superiore. Insegnò matematica e fisica al ginnasio di Banská Bystrica dal 1851 al 1856, a Presburgo dal (1856 al 1859), fu direttore a Satu Mare dal 1859 al 1861 e tornò a Banská Bystrica sempre come direttore (1862-1867). Nel 1867 fu accusato di panslavismo e trasferito a Levoča come direttore del Regio ginnasio cattolico superiore, una delle maggiori scuole della Slovacchia, e l'anno dopo fu mandato in pensione.
In questo periodo preparò l'apertura di un ginnasio slovacco a Kláštor pod Znievom, ne delineò un moderno programma di studio e fu direttore della scuola dal 1869 al 1874, quando le autorità chiusero forzosamente l'istituto, attuando la politica governativa di magiarizzazione.
Fu allora parroco a Čaka. Dagli anni 1840 fu membro attivo del movimento risorgimentale slovacco, fu tra i fondatori della Matica slovenská e membro della sua sezione matematico-naturalistica. Anche se personalmente non poteva partecipare alle riunioni a causa della grande distanza da Martin, inviò notizie scritte, proposte e consigli per i rappresentanti, spiegò la situazione politica in Slovacchia e predispose un programma di risoluzione delle più urgenti questioni del movimento risorgimentale.
Morì il 24 gennaio 1894 a Čaka, dove i parrocchiani gli eressero un busto.

## Attività
Oltre alla sua attività di pubblicista, fu autore di due libri di testo di matematica. Il primo di esso fu scritto in ceco (Vienna, 1854), il secondo fu invece il primo libro di testo di matematica per le scuole superiori a essere scritto in slovacco con il titolo: Počtoveda čili arithmetika pre I., II. a III. triedu nižšieho gymnasia, pre nižšie reálky a obecný život ("Far di conto ossia aritmetica per la I, II e III classe del ginnasio inferiore, per i principianti e la vita municipale"), edito a Skalica nel 1866. Modello delle opere di Čulen erano i libri di testo di František Močnik, straordinariamente diffusi in tutto l'Impero austro-ungarico.